# Dindica discordia
Dindica discordia är en fjärilsart som beskrevs av Inoue 1990. Dindica discordia ingår i släktet Dindica och familjen mätare. Inga underarter finns listade i Catalogue of Life.